# Батарея тестов Вильямса
Батарея тестов Вильямса (англ.  Creativity Assessment Packet; САР) — батарея тестов, которая была разработана  Ф. Вильямсом (Frank Williams) в 1980 году для измерения креативности и адаптирована Е. Е. Туник в 1997-1999 годах на российской выборке.
Батарея тестов Вильямса изначально использовалась при отборе одарённых и талантливых детей в школы, специализировавшиеся на программах развития творческих способностей детей. Однако теперь измерение творческого потенциала с её помощью возможно для всех детей их учителями или родителями.

## Об авторе
Франк Вильямс (Frank Williams) является образовательным консультантом и автором в Государственном университете Портленда, штат Орегон, ранее был приглашенным профессором. Также он директор творческих, национальных школьных проектов, руководитель колледжа Macalester, Сент-Пол, Миннесота.
Он создал и руководил первыми тремя творческими образовательными институтами в Калифорнии (1960-1962) и был научным сотрудником с Кэлвином Тейлором (Calvin Taylor) на четырех конференциях по творчеству в Юте (1963-1965 и 1970).
Доктор Вильямс в настоящее время участвует в национальном проекте подготовки учителей для развития творчества в школьных классах. Он является автором нескольких книг и многих статей о творчестве .

## История
Область креативности по сравнению с другими способностями характеризуется малочисленностью валидных методов оценки. Батарея тестов для оценки креативности была создана Франком Вильямсом в 1980 году для восполнения этого пробела . В оригинальном варианте нормативные данные разработаны для объединенной выборки от 8 до 17 лет. Первоначальной целью креативного теста Вильямса был отбор талантливых детей в школы, специализировавшиеся на развитии творческих способностей. В настоящее время тест активно используется в американских школах для диагностики и совершенствования творческих способностей детей . 
Тесты адаптировались Е. Е. Туник в течение трех лет на российской выборке (2628 детей). Ретестовая надежность для адаптированных тестов была проверена на двух выборках; значение коэффициента корреляции Спирмена для них равен 0,70 и 0,75, что доказывает валидность данных тестов. Нормативные данные были сгруппированы по возрастам и представлены для детей трех возрастных групп: 5-7 лет, 8-12 лет и 13-17 лет . Адаптированный вариант теста используется психологами, учителями и родителями для оценки творческих способностей ребенка.

## Структура
Креативный тест Вильямса разделен на три части.
1. Первая часть включает в себя тест дивергентного мышления. Это образный групповой тест, который измеряет когнитивный аспект креативности. В общей сложности, занимает около 20-25 минут.
2. Вторая часть проводится для измерения личностных свойств, связанных с креативностью. Ребенку, проходящему тестирование, предлагаются 50 тезисов, а также задания, предусматривающие множественный выбор. Е. Е. Туник рекомендует использовать эту часть при тестировании детей старше пятого класса, что связано с необходимостью самостоятельного заполнения[2].
3. Третья часть предназначена для заполнения учителями и родителями ребенка, так как ее смысл в экспертной оценке креативности ребенка. По окончании проведения данного этапа проводящий тестирование психолог получает оценочную шкалу, с помощью которой проводит сравнительный анализ по всем трем частям теста.

## Целевая аудитория
Тесты САР рекомендуется использовать для детей 5-17 летнего возраста. Однако данная возможность ограничена необходимостью самостоятельного заполнения опросника личностных творческих характеристик. В оригинале Вильямс предлагал зачитывать детям утверждения, на которые нужно дать ответ, но при адаптации Е. Е. Туник данного теста в России было предложено использование данной части тестирования начиная с 10-11 лет. Таким образом, полноценный тест Вильямса доступен для проведения лишь с пятого класса школы, но частичное использование возможно уже начиная со старших групп детского сада.

## Измеряемые показатели
Данные, полученные в первой части теста, диагностируют четыре фактора дивергентного мышления: беглость, гибкость, оригинальность и разработанность. Эти факторы были выявлены Дж. Гилфордом с помощью факторного анализа при создании структуры интеллекта, известной как SOI .
Вторая часть теста включает в себя 50 утверждений, отображающих в дальнейшем самооценку детей по вопросам любознательности, воображения, способности разбираться в сложных идеях и склонности к риску. По окончании теста проводящий получает общий сырой балл и четыре отдельные оценки по перечисленным выше переменным.
Третья часть тестирования — это опросник, в котором представлены по шесть характеристик для каждого из восьми факторов креативности из предыдущих тестов. Именно по ним экспертам (родителям или учителям) следует провести оценку ребенка. Кроме этого, в данную часть теста входят четыре открытых вопроса для характеристики ребенка. Результатом проведения третьей части являются баллы по каждому утверждению (от 1 до 4 баллов за утверждение), что демонстрирует уровень творческих способностей ребенка по мнению экспертов.

## Шкала Вильямса
Шкала Вильямса является опросником, благодаря которому с помощью наблюдения оцениваются восемь факторов креативности (Беглость, Гибкость, Оригинальность, Разработанность, Любознательность, Воображение, Сложность, Склонность к риску) . При заполнении опросника родителям и учителям необходимо оценить ребенка по шести характеристикам для каждого из восьми факторов, выбирая частотность того или иного типа поведения ребенка («Часто», «Иногда» и «Редко»). Также представлены четыре открытых вопроса, где родители и учителя могут самостоятельно охарактеризовать оцениваемого. Шкала Вильямса демонстрирует мнение экспертов об уровне творческих способностей ребенка. Опросники передаются родителям на дом в конвертах, учителя заполняют их в школе; время на заполнение не ограничено. Для исключения субъективности в результатах желательно заполнение шкалы Вильямса несколькими учителями; по окончании рассчитывается среднее значение из оценок .

## Способ применения
Тест дивергентного мышления и опросник личностных творческих характеристик проводятся психологами или учителями.
Время для первой части ограничено, с целью последующего сравнения полученных результатов с нормативами — для детей детского сада и начальных классов школы отведено 25 минут; для детей, начиная с пятого класса школы, — 20 минут.
Для второй части предусмотрено 20-30 минут, в зависимости от возраста детей.
Материалы для третьей части должны быть переданы для заполнения эксперту или розданы во время личных встреч.

## Области применения
Тестирования позволяют отобразить совокупность познавательных и личностных качеств ребенка. Батарея тестов Вильямса предоставляет данные о творческих способностях и умениях детей.
Не так давно оценка личностных качеств ребенка заключалась лишь в оценке когнитивно-конвергентных способностей. Батарея тестов Вильямса же делает доступным оценку и когнитивных, и аффективно-личностных дивергентных качеств детей.
Батарея тестов Вильямса может быть использована для:
- отбора детей, оценка творческих способностей которых не была доступна при использовании ранее существующих методов;
- отбора одаренных детей, рекомендуемых к обучению по программам развития творческих способностей;
- отбора детей в специальные группы или создание особых программ обучения для детей, которые ранее считались неуспевающими. Тесты креативности предоставят возможность обнаружения других способностей ребенка, не связанных с академической успешностью.

## Достоинства
В качестве достоинств теста стоит выделить возможность сравнения оценочного мнения родителей и учителей как между собой, так и с показателями теста дивергентного мышления и теста личностных свойств (первая и вторая часть батареи). Первые два теста отобразят изменение уровня творческих способностей ребенка после развивающей программы, а шкала Вильямса покажет мнение родителей о креативности ребенка как о результатах данной программы . Комплексный подход моделирует обширное представление о творческих возможностях ребенка . 
Существенным преимуществом батареи тестов Вильямса является приспособленность теста для его проведения не только психологами, но и учителями и родителями, что существенно облегчает процесс измерения креативных способностей ребенка .
Батарея тестов Вильямса позволяет как идентифицировать и диагностировать креативность ребенка, так и обеспечить родителей и учителей информацией о факторах дивергентного мышления и о личностных проявлениях, которые являются наиболее важными для креативности.

## Недостатки
Главным ограничением батареи тестов Вильямса является его предназначенность лишь для детей 5-17 летнего возраста. Для оценки креативности взрослых возможно использование других тестов, например, теста креативности Гилфорда, Торренса и др.
Еще одно ограничение в возрасте накладывает тест личностных свойств (вторая часть теста), проведение которого возможно лишь с 10-11 лет. Таким образом, применение батареи тестов креативности Вильямса для детей в возрасте до 10-11 лет не является полноценным.

## Надёжность и валидность
Ретестовая надёжность оригинального теста была вычислена для смешанной по возрасту выборки (256 человек, учащиеся 3-12 классов), коэффициент корреляции Пирсона равен 0,60 и является статистически значимым. Также была выявлена высокая значимая корреляция между отдельными частями теста: коэффициент корреляции между тестом дивергентного мышления (первая часть теста) и опросником личностных свойств (вторая часть) равен 0,71 на уровне значимости 0,05; между тестом дивергентного мышления и оценкой родителей (0,59) и учителей (0,67) на уровне значимости 0,05. Общая оценка по тесту дивергентного мышления и опроснику личностных свойств коррелирует с общей оценкой родителей и учителей (0,74).
При анализе данных, полученных при адаптации теста в России, было выявлено, что все кривые распределения близки к нормальному. Тестирование проводилось на разных возрастных группах и выявило, что отсутствует прирост с возрастом по факторам Беглость, Гибкость и Оригинальность. Эти данные соответствуют данным теста Торренса, что повышает внутреннюю валидность батареи тестов. По остальным факторам наблюдается увеличение среднего значения с увеличением возраста, что связано с развитием креативности как увеличением сложности и асимметричности рисунков (фактор Разработанности) и с развитием речи, вербального компонента как способности с помощью слов выражать смысл рисунка (фактор Названия).
Сравнивая данные оригинального и адаптированного теста были выявлены различия между российскими и американскими детьми, а именно рисунки российских детей разнообразнее, их количество больше, а также задействовано большее количество частей предоставленного для рисунков пространства; у американских детей выше асимметричность рисунков и  способность к вербальному отображению образа.
Для оценки внешней валидности теста были сравнены между собой уровень сформированности креативности детей, оцененный в опытно-экспериментальной работе с использованием критериев оценивания задач открытого типа, и результаты батареи тестов Вильямса (адаптированная версия) .
В качестве испытуемых были выбраны 185 учащихся 5-9-х классов школ Кировской области. Исследование проводилось с марта по апрель 2008 г.
Полученные данные подтверждают внешнюю валидность теста Вильямса: коэффициент корреляции Пирсона для индивидуальных уровней разных методов равен 0,59; он является статистически значимым и характеризует корреляцию средней силы. Использованная выборка репрезентативно представляет генеральную совокупность 57 571 учащихся в 2008-2009 уч. году с 5-го по 9-го класс в Кировской области c доверительной вероятностью 0,95 и ошибкой репрезентативности коэффициента корреляции 0,09 .